# 张佐 (1969年)
张佐（1969年2月—），回族，云南宣威人，中华人民共和国外交官，曾任中国驻孟加拉国特命全权大使和中国驻北马其顿特命全权大使。

## 生平
张佐1991年开始工作，先后在云南省宗教局、中共云南省委政策研究室、办公室任职，挂职中共姚安县县委副书记兼新农村建设工作队总队长，后升任永胜县县委副书记、县长、县委书记。2015年，任丽江市市委常委、政法委书记。2018年2月，出任中华人民共和国驻孟加拉国大使。2019年9月，出任中华人民共和国驻北马其顿大使。2024年7月，自驻北马其顿大使离任。